# Хаки (сор)
Солёные грязи, также Хаки — обширный мелководный солончак (сор) в Казахстане, на Прикаспийской низменности, к северо-востоку от озера Баскунчак и к юго-востоку от озера Боткуль и села Сайхин, восточнее российско-казахстанской границы, южнее села Хан Ордасы (Урда). Расположен на территории Бокейординского района. Является реликтом моря. Представляет собой крупный залив, которым море в самом конце позднего неоплейстоцена во время позднего этапа хвалынской трансгрессии Каспийского моря внедрялось в сушу, и после отступления вод Каспийского моря сохранился как замкнутый соленый усыхающий водоем.
Восточнее солончака расположены крупные массивы аллювиальных песков — Урдинский песчаный массив и северо-западная часть Рын-песков, которые содержат значительные запасы грунтовых вод. В обширной впадине Солёные грязи (Хаки) площадью более 1,1 тысяч км² происходит разгрузка грунтовых вод, которые накапливаются в основном за счет фильтрации атмосферных осадков и частично поступают с северных, прилегающих к Прикаспийской низменности повышенных плато. Грунтовые воды испаряются и образуют солончак. Отметки высот вокруг впадины от минус 6 до минус 8 м, а в центре этой впадины отметки высот достигают минус 11 м.